# Fontaine-lès-Clercs
Pour les articles homonymes, voir Fontaine et Clerc.
Fontaine-lès-Clercs est une commune rurale française située dans le département de l'Aisne, en région Hauts-de-France.

## Géographie

### Description
Fontaine-les-Clercs est un village rural picard du Vermandois situé à 6 km au sud-ouest  de Saint-Quentin, 13 km au nord-est de Ham et à 21 km au nord de Chauny.
Le village est desservi par la RD 67 Saint-Quentin-Ham par la vallée de la Somme, et le territoire communal est limité au nord par l'ex-route nationale 30
L'aérodrome de Saint-Quentin - Roupy se trouve sur le territoire communal.

### Communes limitrophes
|       | Savy                | Dallon      |
| Roupy | Fontaine-lès-Clercs | Castres     |
|       | Seraucourt-le-Grand | Contescourt |

### Hydrographie

#### Réseau hydrographique
La commune est située dans le bassin Artois-Picardie. Elle est drainée par la Somme la rivière, le canal de St-Quentin vers la Somme le canalisée, divers bras de décharge du confluent du le canal de St-Quentin au confluent de la Somme Fleuve, divers bras de décharge Rg Ecl 23 Fontaine du le canal de St-Quentin à la Vanne du divers bras de décharge et le fleuve la somme,.
La Somme est un fleuve du nord de la France, en région Hauts-de-France, qui traverse les deux départements de l'Aisne et de la Somme. Il prend sa source dans la commune de Fonsomme et se jette  dans la Manche par la baie de Somme entre Le Crotoy et Saint-Valery-sur-Somme.
Le canal de Saint-Quentin, long de 92,5 km, assure la jonction entre l'Oise, la Somme et l'Escaut et met en relation le Bassin parisien, le Nord de la France et la Belgique.

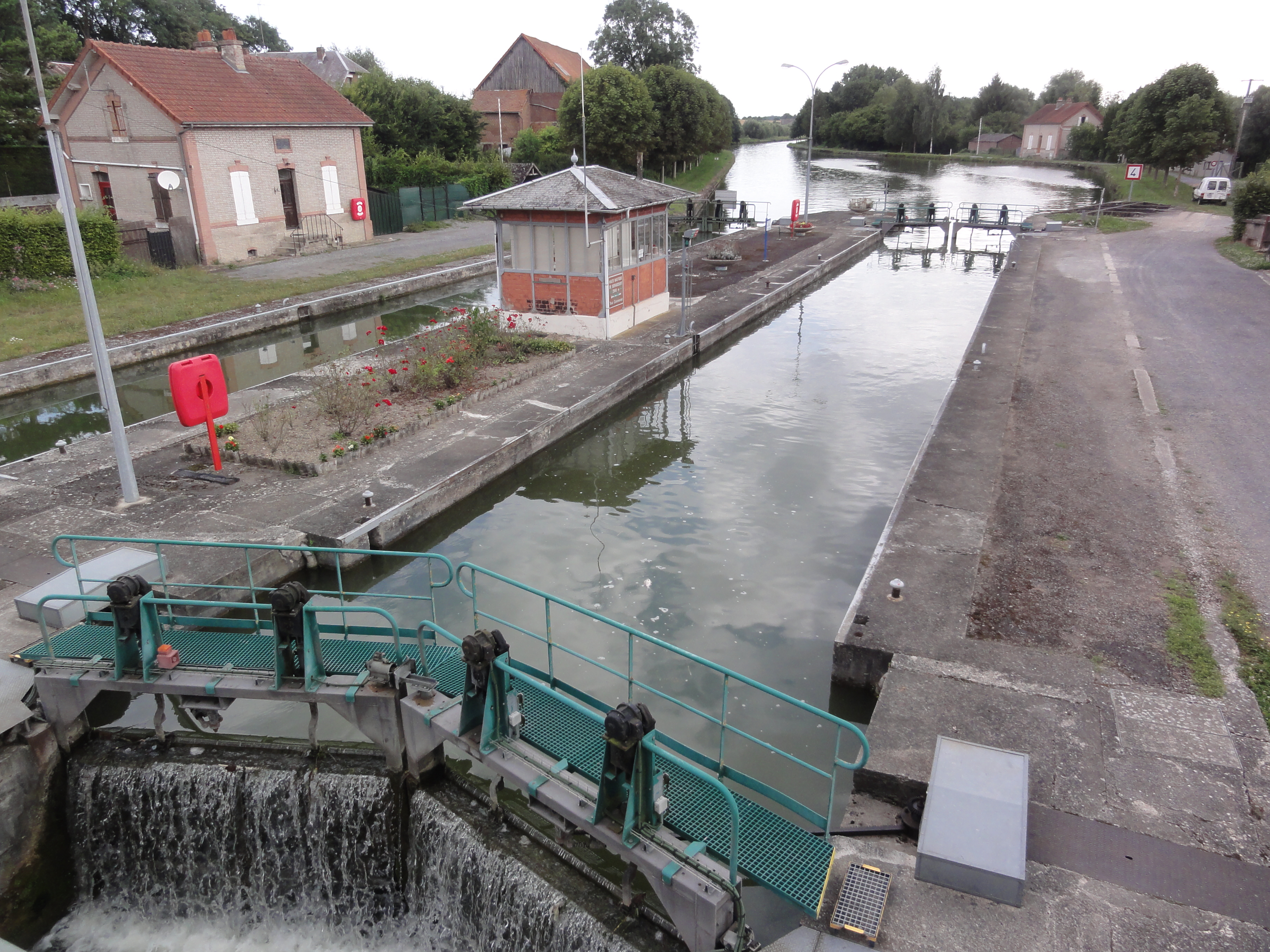
Le canal de Saint-Quentin, écluse de Fontaine-lès-Clercs.
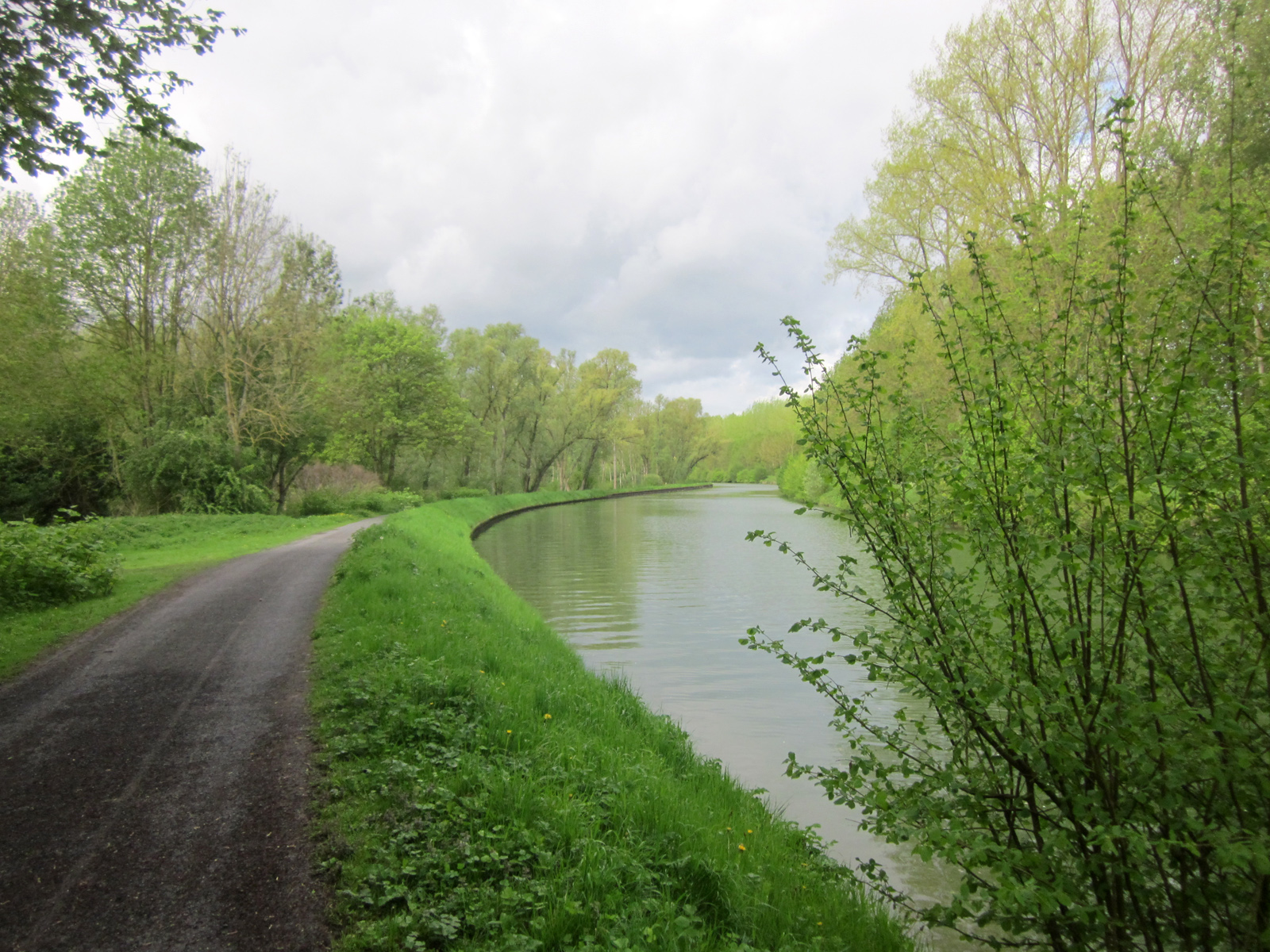
Le canal près de Fontaine-les-Clercs

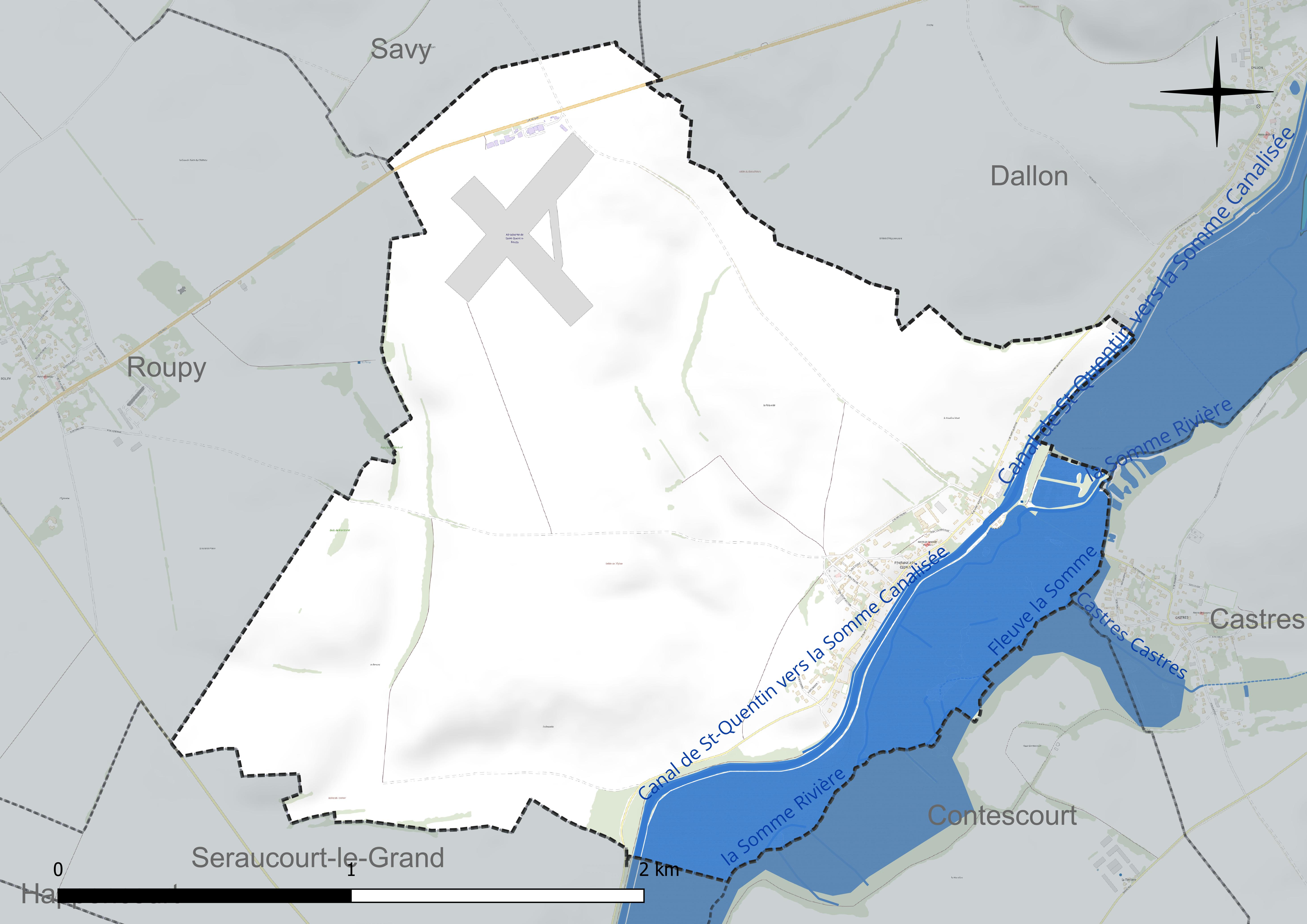
Réseau hydrographique de Fontaine-lès-Clercs.

#### Gestion et qualité des eaux
Le territoire communal est couvert par le schéma d'aménagement et de gestion des eaux (SAGE) « Haute Somme ». Ce document de planification concerne un territoire de 1 798 km2 de superficie, délimité par le bassin versant de la Haute Somme est constitué d'un réseau hydrographique complexe de cours d'eau, de marais, d'étangs et de canaux. Le périmètre a été arrêté le 21 avril 2006 et le SAGE proprement dit a été approuvé le 15 juin 2017. La structure porteuse de l'élaboration et de la mise en œuvre est le syndicat mixte d'aménagement hydraulique du bassin versant de la Somme (AMEVA).
La qualité des cours d'eau peut être consultée sur un site spécial géré par les agences de l'eau et l'Agence française pour la biodiversité.

### Climat
Pour des articles plus généraux, voir Climat des Hauts-de-France et Climat de l'Aisne.
En 2010, le climat de la commune est de type climat océanique dégradé des plaines du Centre et du Nord, selon une étude du CNRS s'appuyant sur une série de données couvrant la période 1971-2000. En 2020, Météo-France publie une typologie des climats de la France métropolitaine dans laquelle la commune est dans une zone de transition entre le climat océanique et le climat océanique altéré et est dans la région climatique Nord-est du bassin Parisien, caractérisée par un ensoleillement médiocre, une pluviométrie moyenne régulièrement répartie au cours de l'année et un hiver froid (3 °C).
Pour la période 1971-2000, la température annuelle moyenne est de 10,4 °C, avec une amplitude thermique annuelle de 15,1 °C. Le cumul annuel moyen de précipitations est de 698 mm, avec 11,6 jours de précipitations en janvier et 8,9 jours en juillet. Pour la période 1991-2020, la température moyenne annuelle observée sur la station météorologique installée sur la commune est de 10,8 °C et le cumul annuel moyen de précipitations est de 683,4 mm,. Pour l'avenir, les paramètres climatiques de la commune estimés pour 2050 selon différents scénarios d'émission de gaz à effet de serre sont consultables sur un site spécial publié par Météo-France en novembre 2022.
| Mois                                  | jan.            | fév.             | mars           | avril           | mai             | juin            | jui.           | août           | sep.          | oct.          | nov.            | déc.             | année     |
| ------------------------------------- | --------------- | ---------------- | -------------- | --------------- | --------------- | --------------- | -------------- | -------------- | ------------- | ------------- | --------------- | ---------------- | --------- |
| Température minimale moyenne (°C)     | 1,1             | 1,2              | 3,1            | 4,9             | 8,3             | 11              | 12,9           | 12,9           | 10,3          | 7,6           | 4,1             | 1,7              | 6,6       |
| Température moyenne (°C)              | 3,6             | 4,2              | 7,2            | 10              | 13,4            | 16,2            | 18,4           | 18,4           | 15,2          | 11,4          | 6,9             | 4,1              | 10,8      |
| Température maximale moyenne (°C)     | 6               | 7,1              | 11,2           | 15              | 18,4            | 21,5            | 24             | 23,9           | 20,2          | 15,2          | 9,8             | 6,5              | 14,9      |
| Record de froid (°C) date du record   | −20 17.01.1985  | −18,6 14.02.1956 | −11,5 13.03.13 | −7,8 12.04.1978 | −2,1 07.05.1979 | 0 01.06.1936    | 3,5 01.07.1975 | 3,2 24.08.1980 | −1 20.09.1952 | −4,8 28.10.03 | −9,6 24.11.1998 | −14,6 31.12.1970 | −20 1985  |
| Record de chaleur (°C) date du record | 14,9 05.01.1999 | 19,2 28.02.1960  | 23,6 31.03.21  | 27,8 18.04.1949 | 31,2 28.05.17   | 36,6 28.06.1947 | 40,7 25.07.19  | 37,9 12.08.03  | 34 15.09.20   | 27,8 01.10.11 | 19,9 02.11.20   | 16,8 16.12.1989  | 40,7 2019 |
| Ensoleillement (h)                    | 617             | 792              | 1 348          | 1 826           | 2 057           | 2 077           | 2 138          | 2 065          | 1 671         | 1 157         | 669             | 542              | 16 958    |
| Précipitations (mm)                   | 54,1            | 48               | 51,3           | 43,2            | 57,1            | 59,8            | 60,2           | 70,8           | 51,4          | 60,3          | 56,8            | 70,4             | 683,4     |

## Urbanisme

### Typologie
Au 1er janvier 2024, Fontaine-lès-Clercs est catégorisée commune rurale à habitat dispersé, selon la nouvelle grille communale de densité à 7 niveaux définie par l'Insee en 2022.
Elle est située hors unité urbaine. Par ailleurs la commune fait partie de l'aire d'attraction de Saint-Quentin, dont elle est une commune de la couronne,. Cette aire, qui regroupe 120 communes, est catégorisée dans les aires de 50 000 à moins de 200 000 habitants,.

### Occupation des sols
L'occupation des sols de la commune, telle qu'elle ressort de la base de données européenne d'occupation biophysique des sols Corine Land Cover (CLC), est marquée par l'importance des territoires agricoles (80,9 % en 2018), une proportion identique à celle de 1990 (80,9 %). La répartition détaillée en 2018 est la suivante : 
terres arables (80,9 %), forêts (13,4 %), zones urbanisées (5,7 %).
L'évolution de l'occupation des sols de la commune et de ses infrastructures peut être observée sur les différentes représentations cartographiques du territoire : la carte de Cassini (XVIIIe siècle), la carte d'état-major (1820-1866) et les cartes ou photos aériennes de l'IGN pour la période actuelle (1950 à aujourd'hui).

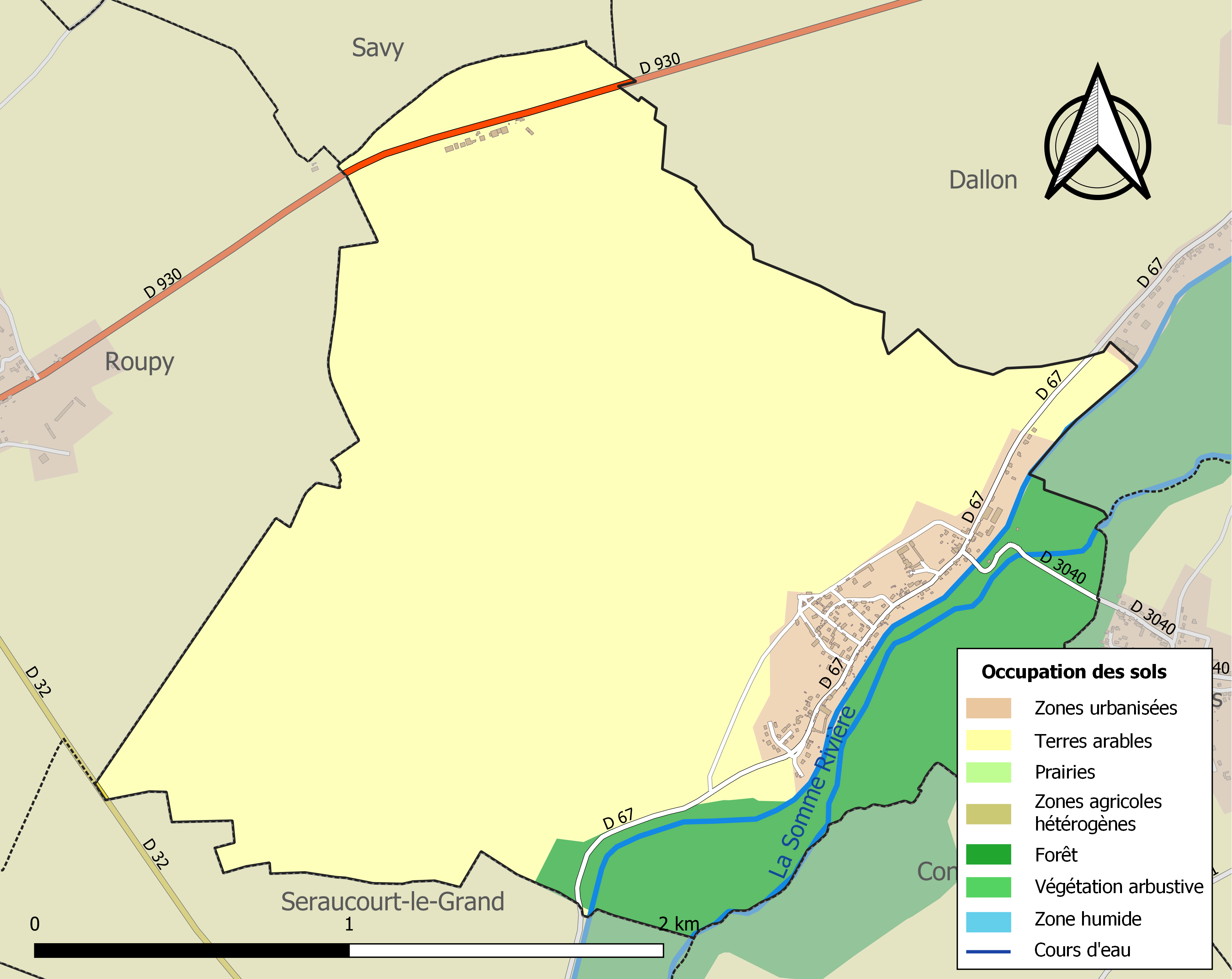
Carte de l'occupation des sols de la commune en 2018 (CLC).

## Toponymie

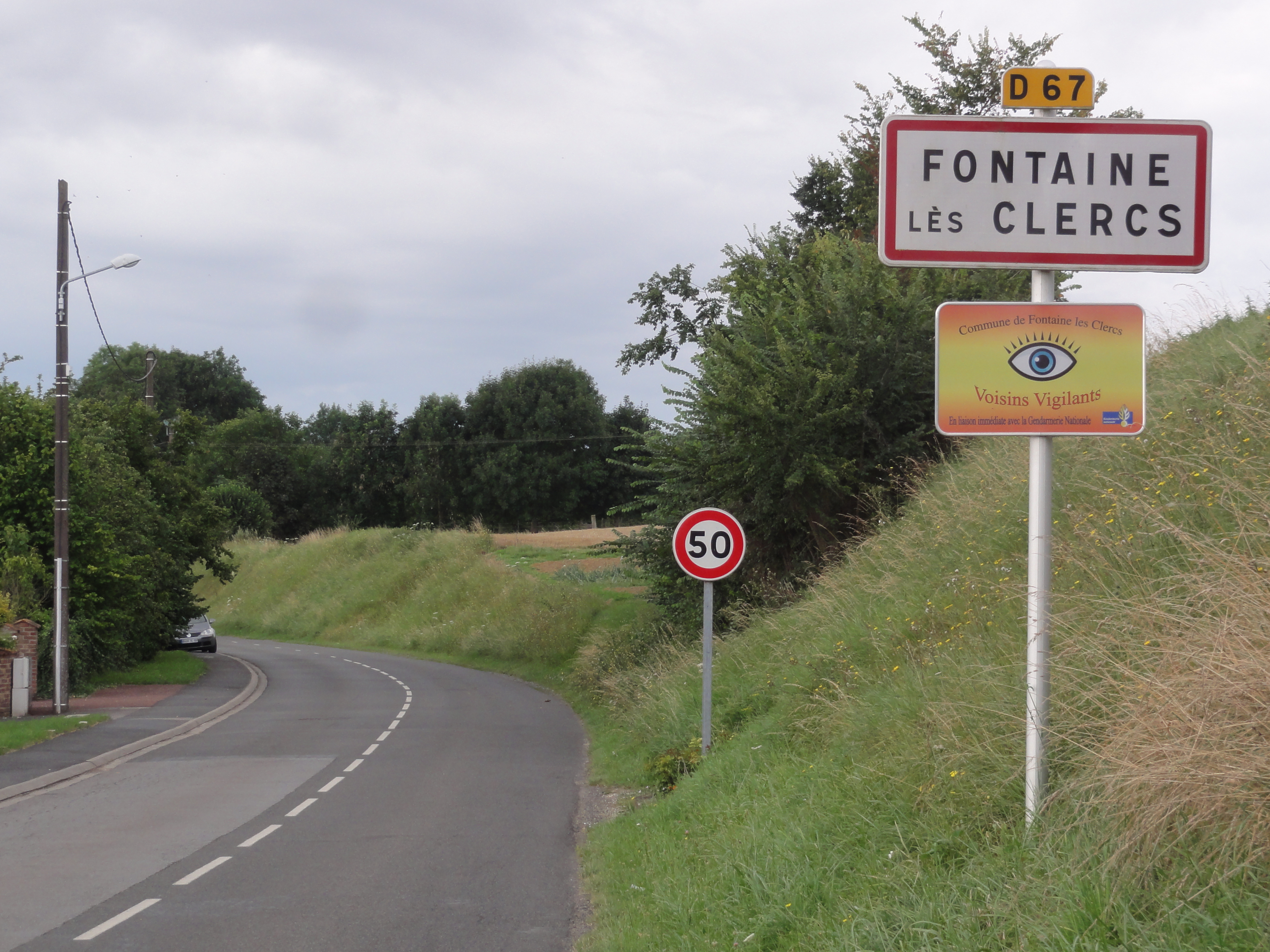

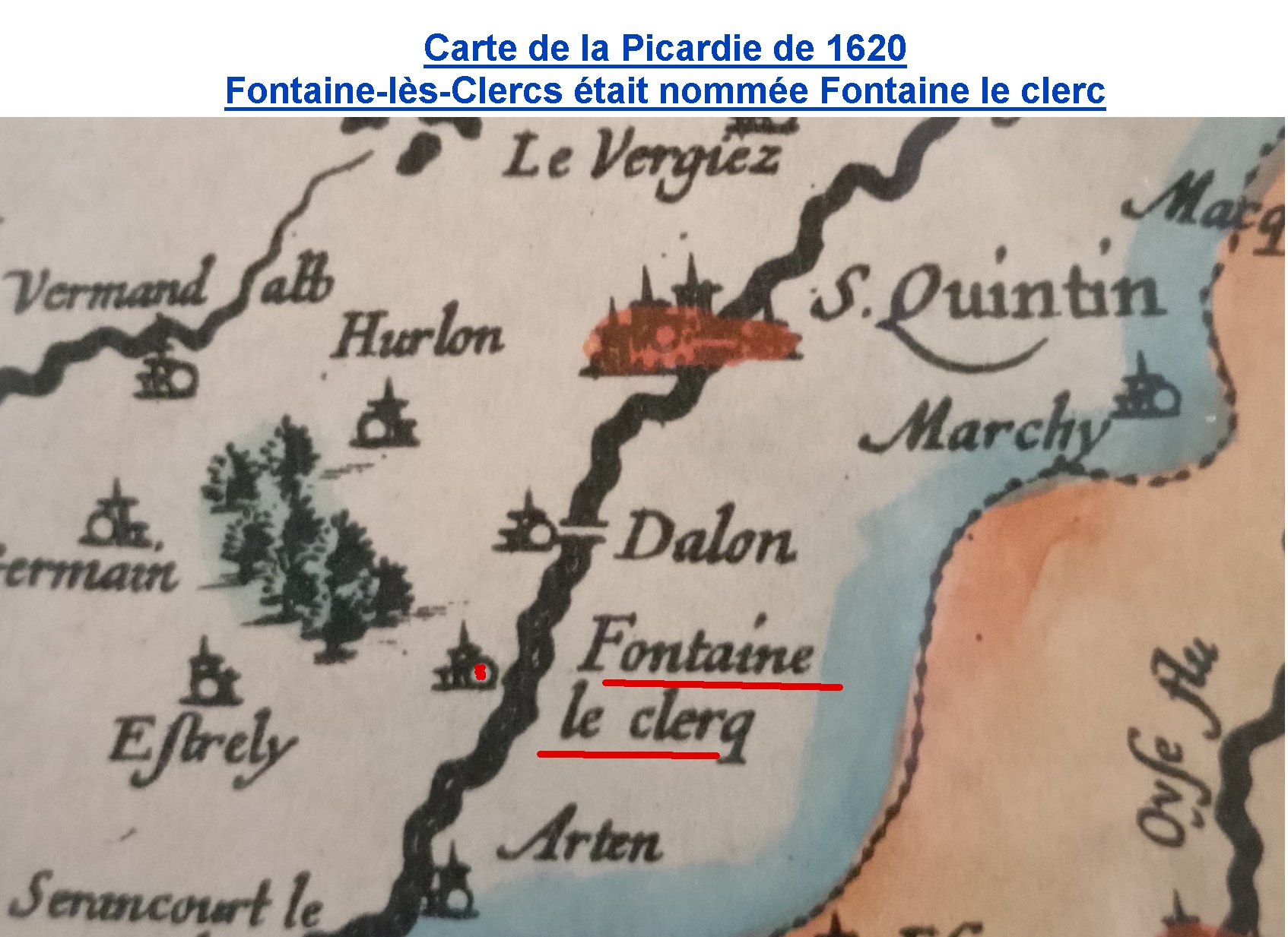
Carte de la Picardie de 1620 - Fontaine le clerq.

Le nom de la localité est attesté sous les formes Fontanis-supra-Somenam (1234) ; Fontane-juxta-Dalon (1238) ; Villa de Fontanis (1258) ; Fontainnes-dales-Dalon (1321) ; Fontaines (1332) ; Fontaines-les-Clercs (1336) ; Fontaine-les-Clerqs (1616).
Une fontaine est d'abord le lieu d'une source, d'une « eau vive qui sort de terre », selon le premier dictionnaire de l'Académie française.
La préposition « lès » permet de signifier la proximité d'un lieu géographique par rapport à un autre lieu.

## Histoire
Le village a été totalement détruit durant la Première Guerre mondiale. L'abbaye qui se trouvait dans les hauteurs du village n'a jamais été reconstruite.
L'aérodrome de Saint-Quentin - Roupy, peut-être utilisé pendant la Première Guerre mondiale, est utilisé dans l'Entre-deux-guerres comme aérodrome de secours pour l'aéronautique civile sur la ligne Le Bourget – Bruxelles.
L'écluse de Fontaine-lès-Clercs a été électrifiée en 1931[réf. nécessaire].
Le village a fait l'objet d'un ordre d'évacuation durant la Seconde Guerre mondiale. Une grande partie des habitants se sont réfugiés en Normandie. Ils sont revenus après la capitulation, étant donné que le village n'avait subi aucun dommage de guerre. Le village de Fontaine-lès-Clercs a subi la présence allemande durant la guerre 1939-1945 au travers de la présence d'une kommandantur[réf. nécessaire]. L'aérodrome, utilisé pendant la Drôle de guerre par l'armée de l'air française, puis par la Luftwaffe sous le nom de « Flugplatz St. Quentin – Roupy ».
Quelques résistants du maquis du Vercors provenaient de ce village et de ses environs[réf. nécessaire].
Compte tenu des faibles dimensions, l'aérodrome n'est ouvert qu'aux appareils lents et légers par l'arrêté ministériel du 6 février 1947.

## Politique et administration

La communauté d'agglomération du Saint-Quentinois dans le département de l'Aisne.

### Rattachements administratifs et électoraux
La commune se trouve dans l'arrondissement de Saint-Quentin du département de l'Aisne. Pour l'élection des députés, elle fait partie de la deuxième circonscription de l'Aisne.
Elle faisait partie depuis 1790 du canton de Saint-Simon. Dans le cadre du redécoupage cantonal de 2014 en France, elle fait désormais partie du canton de Ribemont.

### Intercommunalité
La commune faisait partie de la communauté de communes du canton de Saint-Simon (C32S), créée fin 1994.
Dans le cadre des dispositions de la loi portant nouvelle organisation territoriale de la République (Loi NOTRe) du 7 août 2015, qui prévoit que les établissements publics de coopération intercommunale (EPCI) à fiscalité propre doivent avoir un minimum de 15 000 habitants (sous réserve de certaines dérogations bénéficiant aux territoires de très faible densité), le préfet de l'Aisne a adopté un nouveau schéma départemental de coopération intercommunale par arrêté du 30 mars 2016 qui prévoit notamment la fusion de la  communauté de communes du canton de Saint-Simon et de la communauté d'agglomération de Saint-Quentin, aboutissant au regroupement de 39 communes comptant 83 287 habitants.
Cette fusion est intervenue le 1er janvier 2017, et la commune est désormais membre de la communauté d'agglomération du Saint-Quentinois.

### Liste des maires
| Période                                  | Période                   | Identité         | Étiquette | Qualité   |
| ---------------------------------------- | ------------------------- | ---------------- | --------- | --------- |
| Les données manquantes sont à compléter. |                           |                  |           |           |
| avant 1954                               |                           | Robert Pigneaux  |           |           |
| Les données manquantes sont à compléter. |                           |                  |           |           |
| avant 1981                               | juin 1995                 | Guy Pavant       |           |           |
| juin 1995                                | mai 2020                  | Guylaine Broutin | SE        | Retraitée |
| mai 2020,                                | En cours (au 26 mai 2020) | Frédéric Maudens |           |           |

## Démographie
L'évolution du nombre d'habitants est connue à travers les recensements de la population effectués dans la commune depuis 1793. Pour les communes de moins de 10 000 habitants, une enquête de recensement portant sur toute la population est réalisée tous les cinq ans, les populations de référence des années intermédiaires étant quant à elles estimées par interpolation ou extrapolation. Pour la commune, le premier recensement exhaustif entrant dans le cadre du nouveau dispositif a été réalisé en 2008.

En 2022, la commune comptait 230 habitants, en évolution de −11,2 % par rapport à 2016 (Aisne : −1,97 %, France hors Mayotte : +2,11 %).
| 1793 | 1800 | 1806 | 1821 | 1831 | 1836 | 1841 | 1846 | 1851 |
| ---- | ---- | ---- | ---- | ---- | ---- | ---- | ---- | ---- |
| 259  | 285  | 336  | 336  | 393  | 425  | 440  | 466  | 436  |

| 1856 | 1861 | 1866 | 1872 | 1876 | 1881 | 1886 | 1891 | 1896 |
| ---- | ---- | ---- | ---- | ---- | ---- | ---- | ---- | ---- |
| 413  | 433  | 418  | 417  | 430  | 367  | 362  | 349  | 309  |

| 1901 | 1906 | 1911 | 1921 | 1926 | 1931 | 1936 | 1946 | 1954 |
| ---- | ---- | ---- | ---- | ---- | ---- | ---- | ---- | ---- |
| 336  | 353  | 313  | 203  | 239  | 222  | 269  | 248  | 273  |

| 1962 | 1968 | 1975 | 1982 | 1990 | 1999 | 2006 | 2008 | 2013 |
| ---- | ---- | ---- | ---- | ---- | ---- | ---- | ---- | ---- |
| 253  | 244  | 245  | 224  | 260  | 274  | 287  | 291  | 275  |

| 2018 | 2022 | - | - | - | - | - | - | - |
| ---- | ---- | - | - | - | - | - | - | - |
| 241  | 230  | - | - | - | - | - | - | - |

## Culture locale et patrimoine

### Lieux et monuments
- Église Saint-Médard.
- Monument aux morts.
- Quelques calvaires, croix de chemin.
- Canal de Saint-Quentin.
- L'aérodrome de Saint-Quentin - Roupy, utilisé par des aéroclubs
- Circuits de promenade[33],[34]

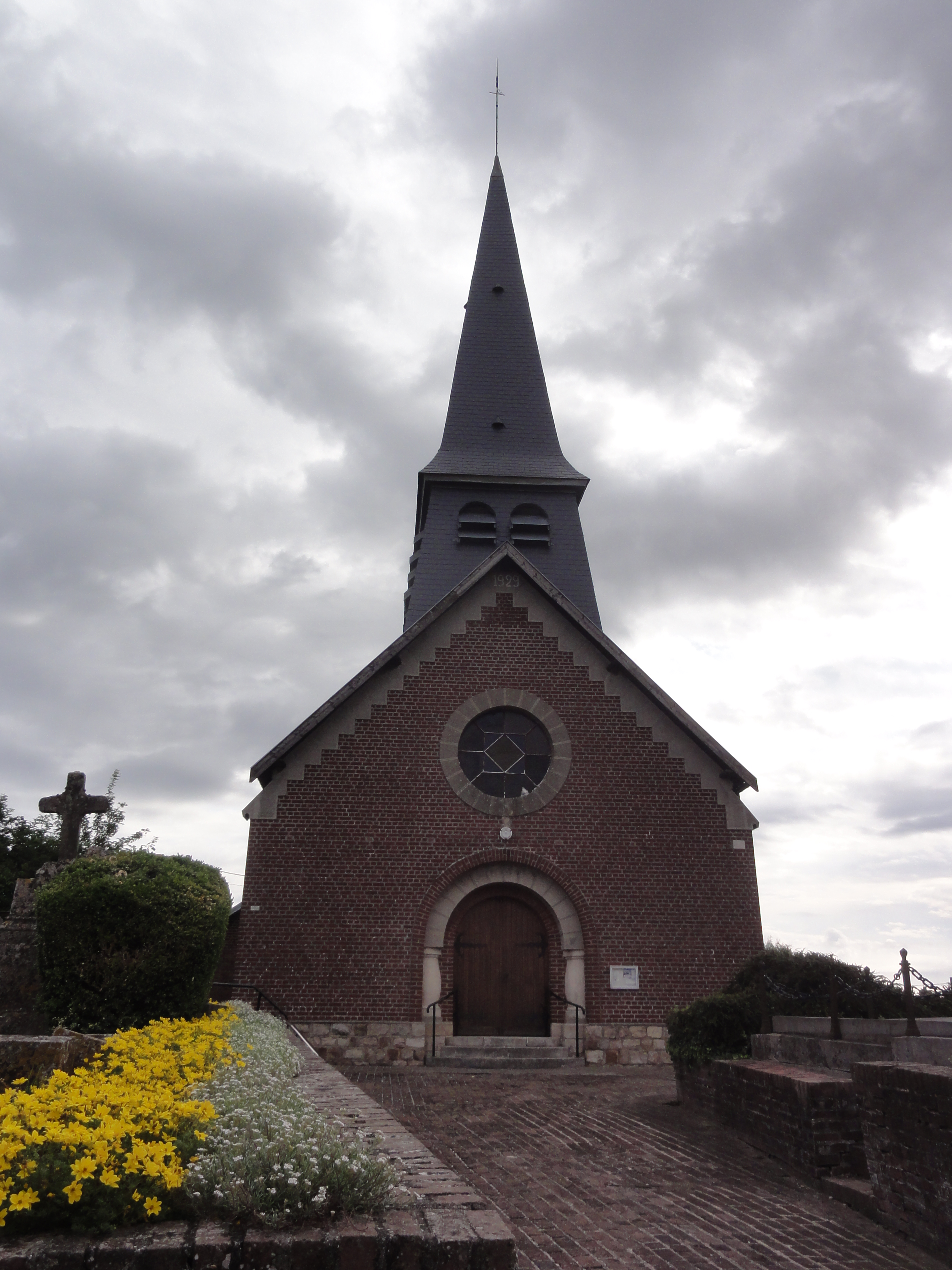
Église Saint-Médard.
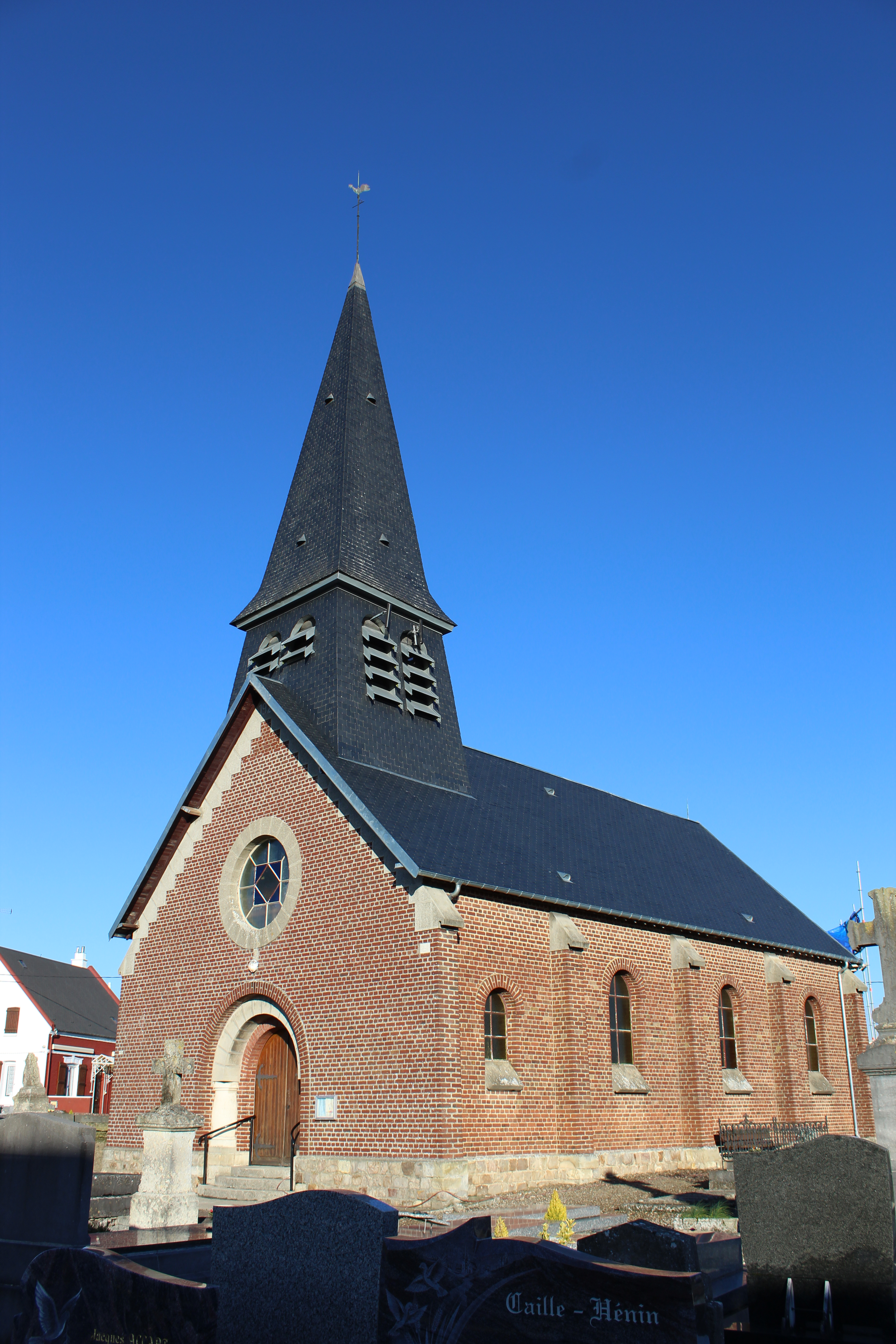
Autre vue de l'église.
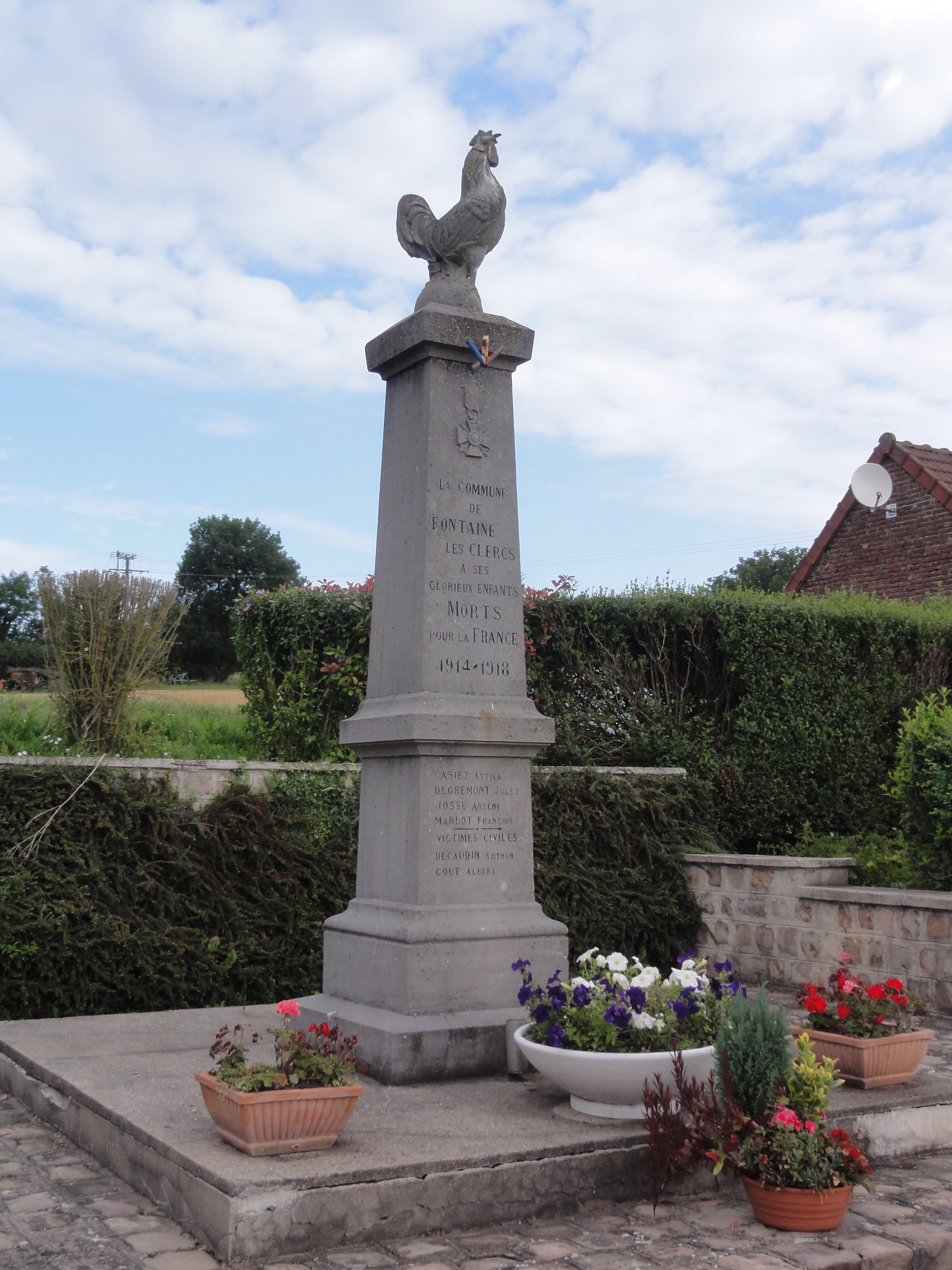
Monument aux morts.

### Personnalités liées à la commune
- Jean Quentin Duplaquet (1766-1835) : député de l'Aisne, né à Fontaine-lès-Clercs.

## Pour approfondir